# Сіїрт (аеропорт)
Аеропорт Сіірт (IATA: SXZ, ICAO: LTCL) (тур. Siirt Havalimanı) — аеропорт за 14 км від Сіїрту, Південно-Східна Анатолія, Туреччина.
Аеропорт було відкрито в 1998 році і використовується виключно в цивільних цілях. 
Має термінал пропускною здатністю 100 тис. пасажирів на рік і асфальтовану злітно-посадкову смугу, яка, однак, не обладнана системою посадки за приладами (ILS). 

Дістатися до міста можна на таксі, приватному автомобілі або автобусі. 
Перед терміналом є двадцять паркувальних місць. 

## Авіалінії та напрямки, вересень 2023
| Авіакомпанія | Пункт призначення |
| ------------ | ----------------- |
| AnadoluJet   | Анкара            |

## Статистика
Див. джерело запитів Вікіданих та джерела.